# Bodaczów
Bodaczów (prononciation [bɔˈdat͡ʂuf]) est un village de la gmina de Szczebrzeszyn, du powiat de Zamość, dans la voïvodie de Lublin, situé dans l'est de la Pologne.
Il se situe à environ 7 kilomètres au nord-est de Szczebrzeszyn (siège de la gmina), 15 kilomètres à l'ouest de Zamość (siège du powiat) et 68 kilomètres au sud-est de Lublin (capitale de la voïvodie).
Le village comptait approximativement une population de 2 300 habitants en 2006.

## Administration
De 1975 à 1998, le village était attaché administrativement à l'ancienne voïvodie de Zamość.

Depuis 1999, il fait partie de la nouvelle voïvodie de Lublin.